# Víctor Velásquez
Victor Manuel Velasquez (ur. 12 kwietnia 1976 w Salwadorze) - salwadorski piłkarz, grający na pozycji obrońcy w Alianza San Salvador. Reprezentant kraju, m.in. w eliminacjach do Mistrzostw Świata 2006.